# La Raza (estación)
Para las estaciones de autobuses, véase La Raza (estación del Metrobús) y La Raza (Mexibús).
La Raza es una de las estaciones que forman parte del Metro de la Ciudad de México, es la correspondencia de la Línea 3 y la Línea 5. Se ubica al norte de la Ciudad de México, en la alcaldía Gustavo A. Madero.

## Información general
Su nombre se debe a estar situada cerca del Monumento a La Raza, un conjunto arquitectónico en forma de pirámide prehispánica que conmemora a las culturas que surgieron en el país con anterioridad a la conquista española. La silueta de este monumento es el símbolo de la estación. 
La estación La Raza es tanto subterránea como de superficie, correspondiendo a cada una de las líneas a las que sirve mediante un túnel. Este túnel es una de las correspondencias o transbordo más largas de todo el mundo, al medir casi 620 metros. Desde 1982 y hasta el 2012, fue el transbordo más largo del Metro de la Ciudad de México, siendo superada por la estación Atlalilco de la Línea 8 y Línea 12, al medir 880 metros de distancia la separación entre ambas líneas.
En agosto de 1978 esta estación funcionó como terminal norte de la Línea 3, hasta que, finalmente, en diciembre de 1979 fue ampliada a Indios Verdes; mientras que en julio de 1981 lo hizo en la Línea 5, hasta que en agosto de 1982 fue llevada a Politécnico.

### Patrimonio

#### Murales

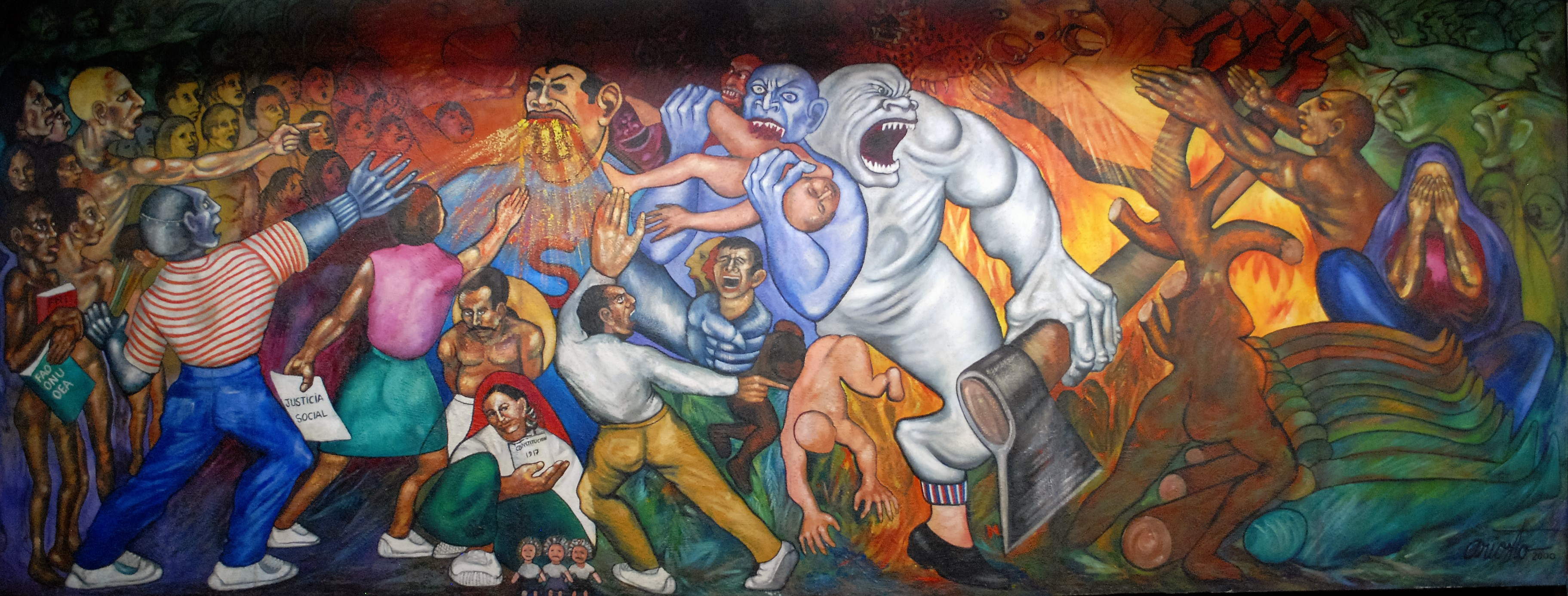
Mural Los Monstruos Del Fin Del Milenio, de Ariosto Otero Reyes.

En 2008 fue inaugurado el mural "Monstruos de fin de milenio" de Ariosto Otero. La técnica del mural es invención del propio autor. Consiste en una retícula de metal a la que se le sobrepone una superficie de madera que se pinta con acrílicos y resinas.

### Túnel de la Ciencia
El Túnel de la Ciencia es considerado el primer museo científico-cognoscitivo del mundo que se construyó en las instalaciones de un transporte colectivo. Está al servicio del público usuario desde el 30 de noviembre de 1988. Es un espacio destinado a la divulgación de la ciencia y la tecnología. Su objetivo es acercar a la población en general a estos temas, y de manera especial, motivar el interés de los niños y los jóvenes que transitan en la estación. Está instalado en el pasillo de correspondencia que enlaza las Líneas 3 y 5 de la estación. 
Los usuarios pueden observar paneles electrónicos, fotográficos y de ambientación, que presentan diversos temas. Este museo tiene un Sistema de Información Secuencial (SIS), integrado por nueve pantallas electrónicas, cuyo objetivo es proporcionar al usuario cápsulas informativas en cortas líneas de ámbito multidisciplinario relacionadas con la ciencia y tecnología.[cita requerida]
En la parte media de este pasillo de correspondencia, se encuentra una representación de la bóveda celeste, en la que se muestran las constelaciones del zodiaco, lo que permite un acercamiento mayor con la astronomía.[cita requerida]
De igual forma, a lo largo de todo el pasillo que enlaza las dos líneas, hay seis exposiciones fotográficas permanentes sobre astronomía, el proceso de gestación humana, el diseño de la naturaleza, las especies en peligro de extinción, la fotografía microscópica y los fractales. También se exhiben diversas muestras temporales en vitrinas o en la sala de exposición del Metro, o bien algunas permanentes en sala de hologramas. Además hay salas de vídeo y consulta, en las cuales el visitante podrá ampliar aún más sus conocimientos sobre temas científicos de gran interés.[cita requerida]

### Afluencia
En 2014, La Raza registró 32,709 pasajeros en promedio en día laborable.
| Tipo de día   | Afluencia promedio |
| ------------- | ------------------ |
| Día festivo   | 13,699             |
| Día laboral   | 32,709             |
| Fin de semana | 22,098             |
| Anual         | 29,217             |

Las siguientes tablas muestran la afluencia de la estación (por línea) en los últimos 10 años:
| Afluencia Anual de Pasajeros (Línea 3) | Afluencia Anual de Pasajeros (Línea 3) | Afluencia Anual de Pasajeros (Línea 3) | Afluencia Anual de Pasajeros (Línea 3) | Afluencia Anual de Pasajeros (Línea 3) | Afluencia Anual de Pasajeros (Línea 3) |
| -------------------------------------- | -------------------------------------- | -------------------------------------- | -------------------------------------- | -------------------------------------- | -------------------------------------- |
| Año                                    | Afluencia                              | A Diario                               | Ranking                                | Incremento                             | Ref.                                   |
| 2023                                   | 9,077,998                              | 24,871                                 | 29°/187                                | +2.30%                                 | [ 5 ]                                  |
| 2022                                   | 8,873,704                              | 24,311                                 | 26°/175                                | +41.34%                                | [ 6 ]                                  |
| 2021                                   | 6,278,397                              | 17,201                                 | 33°/195                                | -7.90%                                 | [ 7 ]                                  |
| 2020                                   | 6,817,252                              | 18,626                                 | 33°/195                                | -40.01%                                | [ 8 ]                                  |
| 2019                                   | 11,364,171                             | 31,134                                 | 38°/195                                | -3.38%                                 | [ 9 ]                                  |
| 2018                                   | 11,761,940                             | 32,224                                 | 35°/195                                | -0.50%                                 | [ 10 ]                                 |
| 2017                                   | 11,820,693                             | 32,385                                 | 36°/195                                | +5.19%                                 | [ 11 ]                                 |
| 2016                                   | 11,237,304                             | 30,703                                 | 43°/195                                | -5.01%                                 | [ 12 ]                                 |
| 2015                                   | 11,830,310                             | 32,411                                 | 36°/195                                | -1.20%                                 | [ 13 ]                                 |
| 2014                                   | 11,974,008                             | 32,805                                 | 36°/195                                | -3.37%                                 | [ 14 ]                                 |

| Afluencia Anual de Pasajeros (Línea 5) | Afluencia Anual de Pasajeros (Línea 5) | Afluencia Anual de Pasajeros (Línea 5) | Afluencia Anual de Pasajeros (Línea 5) | Afluencia Anual de Pasajeros (Línea 5) | Afluencia Anual de Pasajeros (Línea 5) |
| -------------------------------------- | -------------------------------------- | -------------------------------------- | -------------------------------------- | -------------------------------------- | -------------------------------------- |
| Año                                    | Afluencia                              | A Diario                               | Ranking                                | Incremento                             | Ref.                                   |
| 2023                                   | 3,418,439                              | 9,365                                  | 124°/187                               | +15.00%                                | [ 5 ]                                  |
| 2022                                   | 2,972,607                              | 8,144                                  | 133°/175                               | +23.14%                                | [ 15 ]                                 |
| 2021                                   | 2,414,062                              | 6,613                                  | 125°/195                               | +8.25%                                 | [ 16 ]                                 |
| 2020                                   | 2,230,054                              | 6,093                                  | 146°/195                               | -37.68%                                | [ 17 ]                                 |
| 2019                                   | 3,578,110                              | 9,803                                  | 155°/195                               | -1.28%                                 | [ 18 ]                                 |
| 2018                                   | 3,624,651                              | 9,930                                  | 154°/195                               | -0.37%                                 | [ 19 ]                                 |
| 2017                                   | 3,638,243                              | 9,967                                  | 152°/195                               | +4.42%                                 | [ 20 ]                                 |
| 2016                                   | 3,484,215                              | 9,519                                  | 151°/195                               | -8.53%                                 | [ 21 ]                                 |
| 2015                                   | 3,809,245                              | 10,436                                 | 136°/195                               | +2.41%                                 | [ 22 ]                                 |
| 2014                                   | 3,719,585                              | 10,190                                 | 139°/195                               | -3.96%                                 | [ 23 ]                                 |

## Conectividad

### Salidas
- Por Línea 3, al norponiente: Avenida de los Insurgentes Norte entre calle Godard y entrada al CETRAM, colonia Vallejo Poniente.
- Por Línea 3, al surponiente: Avenida de los Insurgentes Norte entre calle Debussy y entrada al CETRAM, colonia Vallejo Poniente.
- Por Línea 3, al oriente: Avenida de los Insurgentes Norte y calle Donizetti, colonia Vallejo.
- Por Línea 5, al norte: calle Paganini esquina calle Leoncavallo, Avenida de los Insurgentes Norte, colonia Vallejo.
- Por Línea 5, al sur: calle Paganini casi esq. con calle Abundio Martínez, colonia Vallejo.

### Conexiones
Existen conexiones con las estaciones y paradas de diversos sistemas de transporte:
- Línea 1 del Trolebús.
- Líneas 1 y 3 del Metrobús.
- Algunas rutas de la Red de Transporte de Pasajeros.
- La estación cuenta con un CETRAM.

## Sitios de interés
- Monumento a La Raza
- Centro Médico Nacional La Raza